# Crizanlizumab
Crizanlizumab, comercializado bajo la marca Adakveo entre otras, es un medicamento utilizado para tratar la enfermedad de células falciformes. En concreto se utiliza este medicamento para reducir la frecuencia de crisis vasooclusivas en personas mayores de 15 años. Se administra mediante inyección en vena.
Los efectos secundarios de este medicamento incluyen dolor en las articulaciones, náuseas, fiebre y dolor abdominal; otros efectos secundarios pueden incluir reacciones a la infusión. El uso durante el embarazo puede dañar al bebé. Es un anticuerpo monoclonal que se une y bloquea la selectina P, disminuyendo la unión de las células al interior de los vasos sanguíneos.
Este medicamento fue aprobado para uso médico en los Estados Unidos en el 2019 y en Europa en el 2020. En el Reino Unido, 100 mg le cuestan al NHS alrededor de  1000 libras esterlinas en 2021. Esta cantidad en Estados Unidos es de unos 2.400 dólares estadounidenses.
En mayo de 2023 la Agencia Europea del Medicamento (EMA) dio el primer paso para retirar del mercado el crizanlizumab. 
El Human Medicines Committee (CHMP) de la EMA recomendó revocar la autorización de marketing (comercialización) para crizanlizumab, al concluir que los beneficios del medicamento no superaban sus riesgos.